# Lacanobia unicolor
Lacanobia unicolor är en fjärilsart som beskrevs av Myers 1964. Lacanobia unicolor ingår i släktet Lacanobia och familjen nattflyn. Inga underarter finns listade i Catalogue of Life.